# Claes-Göran Hederström
Claes-Göran Hederström, född 20 oktober 1945 i Danderyd, död 8 november 2022 i Norrköping, var en svensk artist.

## Biografi
Hederström upptäcktes av Mats Olsson och gjorde TV-debut 1967 i Minishow tillsammans med Mona Wessman och Nina Lizell. Han vann Melodifestivalen 1968 med "Det börjar verka kärlek, banne mej". Låten låg etta på både Svensktoppen och Kvällstoppen våren 1968. Han turnerade sommaren och hösten 1968 med Mona Wessman, Lenne Broberg och Hipp Happy Band, som bestod av Mats Westman, Lasse Sandborg, Stefan Möller och Bertil Bodahl.
Tillsammans med Nina Lizell fick han en hit med "Flickan i fönstret mitt emot". En annan av Hederströms skivframgångar var "Här ute på landet" som låg på Svensktoppen 1972. Vid Melodifestivalen 1973 kom han på åttonde plats med "Historien om en vän".
Claes-Göran Hederström är gravsatt i minneslunden på S:t Johannes kyrkogård i Norrköping.